# Can Raurell
Can Raurell és una masia desapareguda de Maçanet de la Selva (Selva) que estava inclosa a l'Inventari del Patrimoni Arquitectònic de Catalunya.

## Descripció
De l'antiga masia ja no en queda res. Ara, en l'espai que ocupava existeixen diverses naus industrials del Polígon de Can Puigtió.

## Història
Les primeres notícies del mas són del segle xviii, quan era propietat de la família hisendada de Lloret Vidal-Albà.
La seva fi va començar el 1974, quan la va comprar l'empresa Polígono Industrial Postil SA i la família que hi vivia se n'anà al poble. Restà tancat fins al seu enderrocament als anys noranta.